# راوسون
راوسون مرکز استان چوبوت در کشور آرژانتین است.
این شهر حدود ۲۶ هزار نفر جمعیت دارد و شهر اصلی بخش راوسون است.
باوجود اینکه این شهر مرکز استان است اما شمار ساکنان آن از شهرهای دیگر چوبوت یعنی کومودورا ریواداویا، ترلو، پوئرتو مادرین و اسکوئل کمتر است. راوسون در سال ۱۹۵۷ یعنی زمانی که چوبوت استان شد به عنوان مرکز این استان برگزیده شد.
راوسون در کنار راه کشوری شماره ۳ و در حدود ۱۳۶۰ کیلومتری جنوب بوئنوس آیرس قرار دارد. رودخانه چوبوت از راوسون می‌گذرد و نخستین پل در این محل در سال ۱۸۸۹ ساخته‌شد. پلاژ اونیون، محل شنای ساکنان شهر در ۶ کیلومتری مرکز شهر قرار گرفته‌است.
نخستین دهکده در ناحیه راوسون توسط کاشف ولزی، هنری لیبانوس جونز، بنیاد شد که از سال ۱۸۱۰ در بوئنوس آیرس سکونت داشت. او در سال ۱۸۵۴ یک سکونتگاه موقت برای یافتن شکار و دام‌های وحشی در مرز رودخانه چیبون ساخت.